# Анрі Го
Анрі́ Го (фр. Henri Gault; нар. 4 листопада 1929, Пасі-сюр-Ер — † 9 липня 2000, Сен-Сюльпіс-ан-Паре) — французький ресторанний критик, журналіст, репортер, письменник, один із засновників впливового французького путівника «Го-Мійо», який оцінює рейтинги ресторанів, вин, бутіків. Йому належить термін «nouvelle cuisine» (нова кухня).

## Життєпис
Перш ніж стати журналістом, Анрі Го вивчав медицину, кинувши її в 1951 році. Працював три роки в Африці.
1956 року почав працювати у часописі «Paris-Presse» в юридичній редакції. Одночасно писав гастрономічні хроніки для журналів «Le Point», «Jours de France», тижневиків «Paris Match» і «Minute».. 1963 року він опублікував збірку цих хронік під назвою «Побачити і з'їсти» («À voir et à manger»).
Працюючи в «Paris-Presse», познайомився з репортером Крістіаном Мійо. Колеги зблизились на кулінарній темі. Низка їхніх статей під рубрикою «Прогулянки у вихідні» здобувала дедалі більшої популярності. 1962 року вони опублікували гід під назвою «Le Guide Juillard», а в 1965 разом з Андре Гайо (Gayot) заснували путівник Го-Мійо, який згодом став одним із найвпливовіших французьких путівників, що оцінює рейтинги ресторанів, вин, бутіків.
1985 року через розбіжності в політичних поглядах з Крістіаном Мійо (обидва були правих поглядів, але Анрі був більш радикальним) припинив з ним співробітництво і почав працювати самостійно над низкою книг, описав свої подорожі по Європі.
Анрі Го помер від серцевого нападу 9 липня 2000. Похований в Сен-Сюльпіс-ан-Паре.